# Ctenidium percrassum
Ctenidium percrassum är en bladmossart som beskrevs av Kyuichi Sakurai 1940. Ctenidium percrassum ingår i släktet Ctenidium och familjen Hypnaceae. Inga underarter finns listade i Catalogue of Life.